# Willy Minders
Willy Antoine Edmond (W.A.E.) Minders (Hasselt, 14 maart 1913 - Genk, 5 december 1977) was een schilder, aquarellist, etser, beeldhouwer en fotograaf.
Willy Minders was een leerling van Armand Maclot. Als schilder liet hij een rijk oeuvre van Genkse landschappen na, veelal in privébezit. Naast landschappen schilderde hij portretten en stillevens. Een portretbuste van Willy Minders, gemaakt door beeldhouwer Raf Mailleux wordt bewaard in het Emile Van Dorenmuseum in Genk.
Willy Minders was ook een bekend fotograaf. Jarenlang had hij in Genk-Centrum langs het Statieplein (nu Europalaan) zijn fotozaak. Talloze brochures, tijdschriften, boeken en dergelijke werden door zijn foto's gedocumenteerd.
Hij ontwierp ook affiches, waaronder een affiche voor de viering van de vijftigste verjaardag van de concessie van de steenkoolmijn van Winterslag (1957). 
Willy Minders overleed plots op 5 december 1977 na een hartaanval. Hij was gehuwd met Yvonne Voermans (1910-1994). Ze kregen 2 dochters: Eveline (1937) en Muriel (1942).

## Musea
Emile Van Dorenmuseum in Genk.